# Гутурама сіра
Гутура́ма сіра (Euphonia plumbea) — вид горобцеподібних птахів родини в'юркових (Fringillidae). Мешкає в Південній Америці.

## Опис
Довжина птаха становить 9 см, вага 8,7-9,5 г. Виду притаманний статевий диморфізм. У самців голова, верхня частина грудей, спина, крила і хвіст темно-сірі, крила і хвіст мають чорнуваті края. Нижня частина грудей, живіт і гузка темно-жовті. Боки і стегна пістряві, жовто-сірі. Жовтня пляма на голові відсутня. У самиць верхня частина тіла оливково-зелена, тім'я і потилиця попелясто-сірі, горло і груди блідо-сірі, нижня частина тіла зеленувато-жовта. Очі темно-карі, дзьоб і лапи чорнуваті.

## Поширення і екологія
Сірі гутурами мешкають на сході Колумбії (від Серранії-де-Чірібікете на схід до Вічади і Ґуайнії), у Венесуелі (на південь від Ориноко), у Гаяні, Суринамі, Французькій Гвіані, на півночі Бразилії (у верхів'ях Ріу-Негру, локально в Амазонії і в Амапі) і локально на північному сході Перу (від Сан-Мартіна до північного Лорето). Вони живуть у вологих чагарникових заростях, в рідколіссях і саванах, на узліссях вологих тропічних лісів. Зустрічаються поодинці або парами, переважно на висоті до 1000 м над рівнем моря. Живляться ягодами і плодами, доповнюють свій раціон дрібними комахами та іншими безхребетними.